# Piper eriopodon
Piper eriopodon là một loài thực vật có hoa trong họ Hồ tiêu. Loài này được (Miq.) C.DC. miêu tả khoa học đầu tiên năm 1869.